# Tehran Farzanegan School
Le scuole Farzanegan (in persiano مدرسه فرزانگان‎) sono scuole per sole ragazze situate nelle città dell'Iran, amministrate dall'Organizzazione nazionale per lo sviluppo dei talenti eccezionali. Includono la scuola media e la scuola superiore e fanno parte di scuole per ragazze dotate e di talento. Ogni anno, le scuole organizzano esami di ammissione per selezionare gli studenti di talento. Gli studenti approfondiscono materie a livello di corsi universitari.

## NODET
"NODET" sta per Organizzazione nazionale per lo sviluppo di talenti straordinari (SAMPAD in persiano). Era un'organizzazione separata finanziata dal governo, progettata per studenti eccezionali in tutto il paese. Nel 2009 l'Organizzazione è stata incorporata nel Ministero dell'Istruzione e quindi si è notevolmente indebolita. È una rete di scuole che si trovano al centro della maggior parte delle province su due livelli: scuola superiore e scuola di orientamento.
Sampad ha avuto alcuni alunni degni di nota, tra cui persone come Maryam Mirzakhani, Iman Eftekhari, Reza Amirkhani, Elshan Moradi e Roozbeh Pournader. Molti studenti del SAMPAD entrano in università iraniane come la Sharif University of Technology e l'Università di Teheran. Molti perseguono l'istruzione superiore nelle università di tutto il mondo. Standard elevati e istruzione basata sulla ricerca rendono le scuole NODET molto popolari in tutto il paese; ogni anno migliaia di studenti dotati partecipano a un test per poter accedere a queste scuole.

## Scuole Farzaneghan a Teheran
Teheran gode di un certo numero di scuole femminili di Farzaneghan. Tra questi, Farzaneghan 1, 2 e 5 hanno una reputazione per l'insegnamento e la ricerca di qualità.